# Bahnhof Sendagaya
Der Bahnhof Sendagaya (jap. 千駄ケ谷駅, Sendagaya-eki) ist ein Bahnhof in der japanischen Hauptstadt Tokio. Er wird von der Bahngesellschaft JR East betrieben, befindet sich im Nordosten des Bezirks Shibuya und erschließt den dort befindlichen Stadtteil Sendagaya.

## Verbindungen
Sendagaya ist ein Zwischenbahnhof an der Chūō-Sōbu-Linie von JR East. Sie durchquert das Stadtzentrum Tokios von Westen nach Osten und verbindet dabei Mitaka mit Shinjuku, Akihabara, Funabashi und Chiba. Tagsüber verkehren die Züge alle fünf bis sechs Minuten, während der Hauptverkehrszeit alle drei bis vier Minuten. An der Hauptstraße südlich des Bahnhofs halten zwei Buslinien von Toei Bus und eine Quartierbuslinie des Bezirks Shibuya. Etwa 150 Meter weiter östlich befindet sich der U-Bahnhof Kokuritsu-kyōgijō an der Ōedo-Linie.

## Anlage
Der Bahnhof steht im Norden des namensgebenden Stadtteils Sendagaya, am Südrand des weitläufigen Parks Shinjuku Gyoen. In der Umgebung des Bahnhofs befinden sich einige der Sportstätten der Olympischen Sommerspiele 1964 und der Olympischen Sommerspiele 2020. Dazu gehören das Tokyo Metropolitan Gymnasium und das Neue Nationalstadion (ersetzte das alte Nationalstadion) sowie weitere Sportstätten wie das Meiji-jingū-Baseballstadion und das Prinz-Chichibu-Rugbystadion. Ebenfalls zu Fuß erreichbar sind das Nationale Nō-Theater, der äußere Garten des Meiji-Schreins und das Satō-Kunstmuseum.
Die auf einem Viadukt befindliche Anlage ist von Westen nach Osten ausgerichtet und umfasst vier Gleise, von denen zwei dem Personenverkehr dienen. Sie liegen an einem überdachten Mittelbahnsteig, der mit Bahnsteigtüren ausgestattet ist und durch zwei ebenerdige Passagen mit dem Empfangsgebäude an der Südseite verbunden ist. Treppen, Rolltreppen auf Aufzüge stellen die Verbindung zwischen den Ebenen her. Der Hausbahnsteig am südlichen Gleis wird zusätzlich genutzt, wenn in der Umgebung Großveranstaltungen stattfinden. Das Empfangsgebäude wird durch den Viadukt der Stadtautobahn Tokio 4 überdeckt, ebenso ein Teil der Zufahrt von der Hauptstraße her. Das nördliche Gleispaar besitzt keinen Bahnsteig; hier fahren die Züge der Chūō-Hauptlinie und der Chūō-Schnellbahnlinie ohne Halt durch. Jenseits davon erstreckt sich die Parkanlage.
Im Fiskaljahr 2019 nutzten durchschnittlich 16.452 Fahrgäste täglich den Bahnhof.

## Bilder

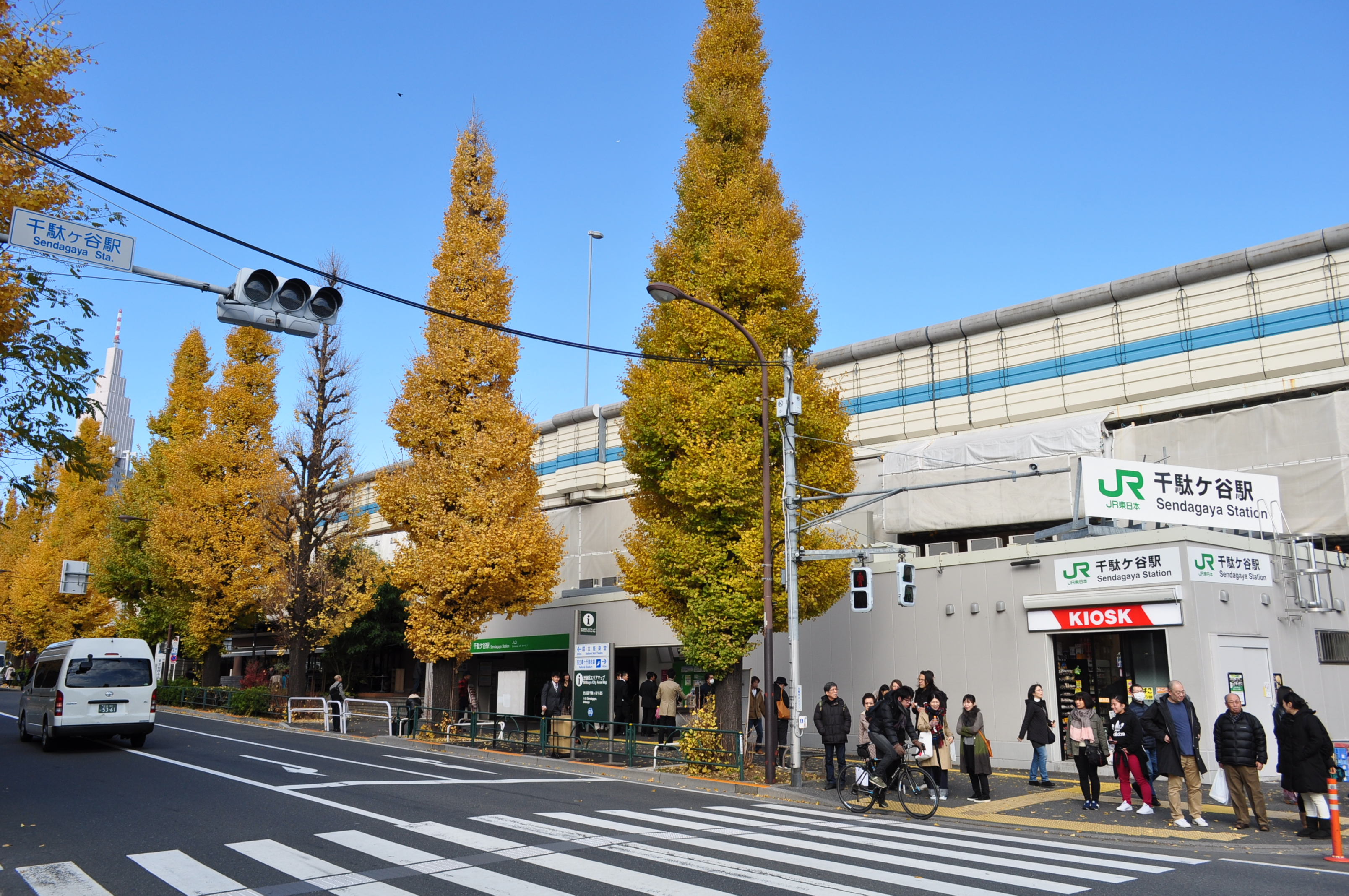
Außenansicht
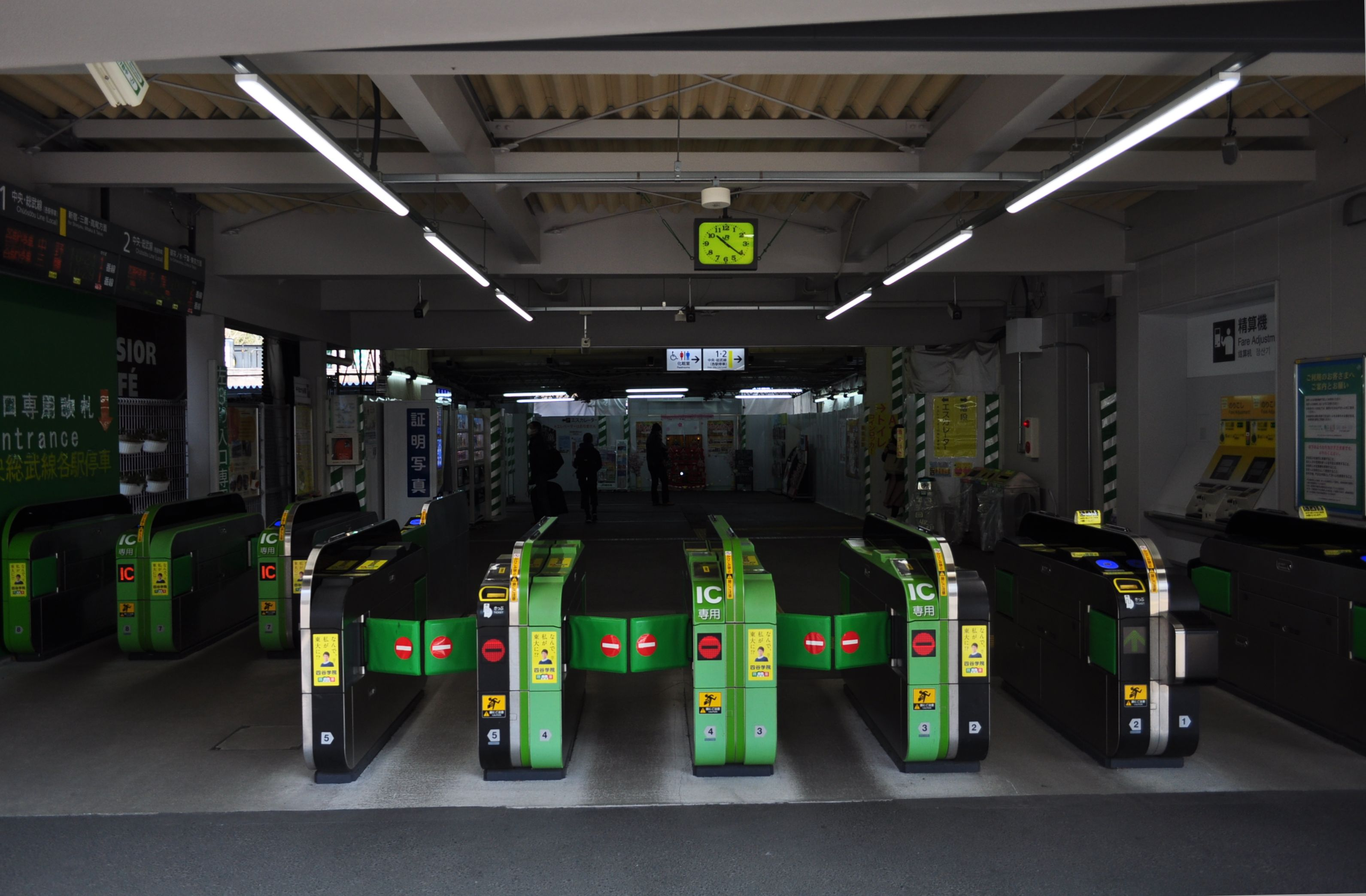
Bahnsteigsperren
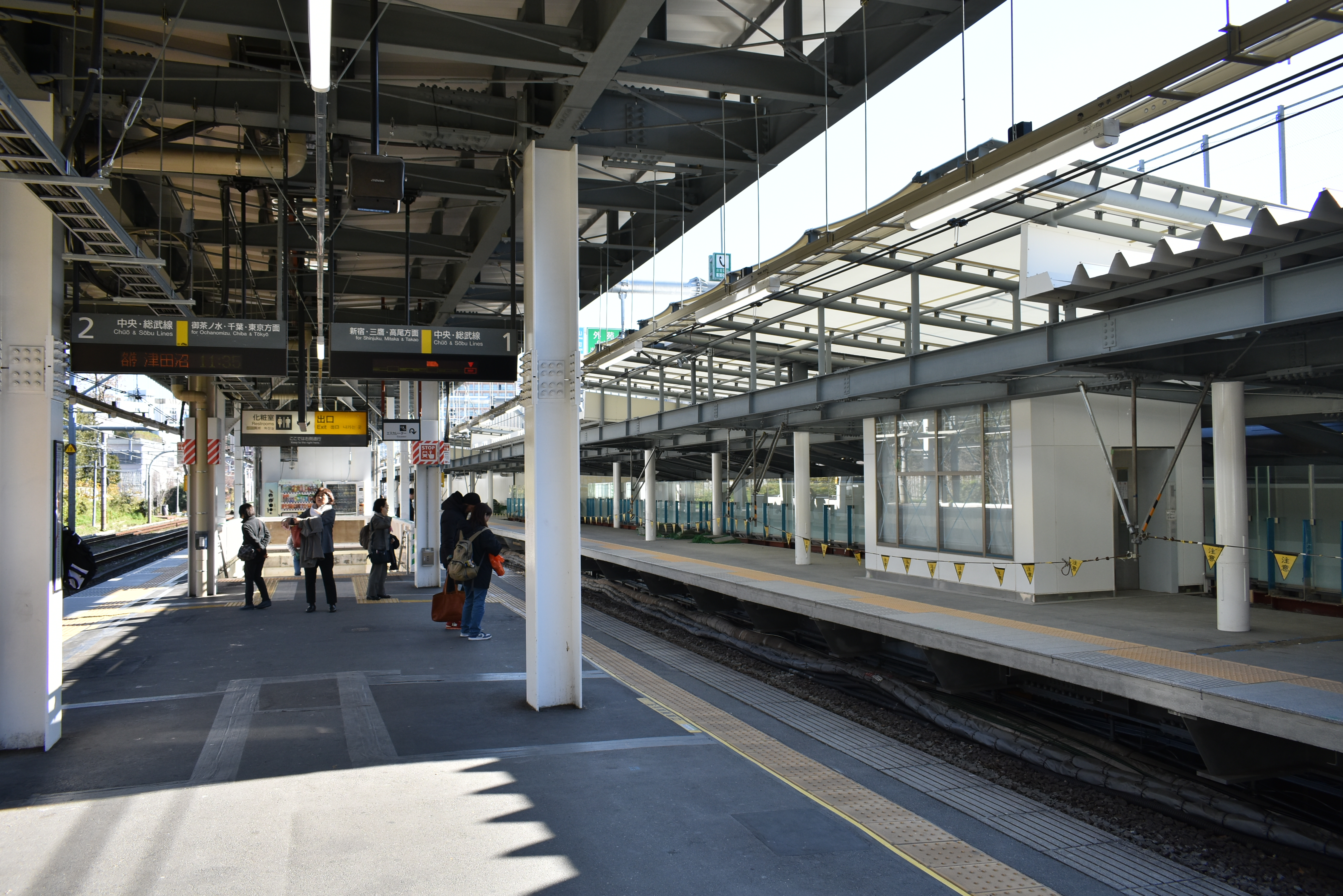
Ansicht der Bahnsteige (hier noch ohne Bahnsteigtüren)
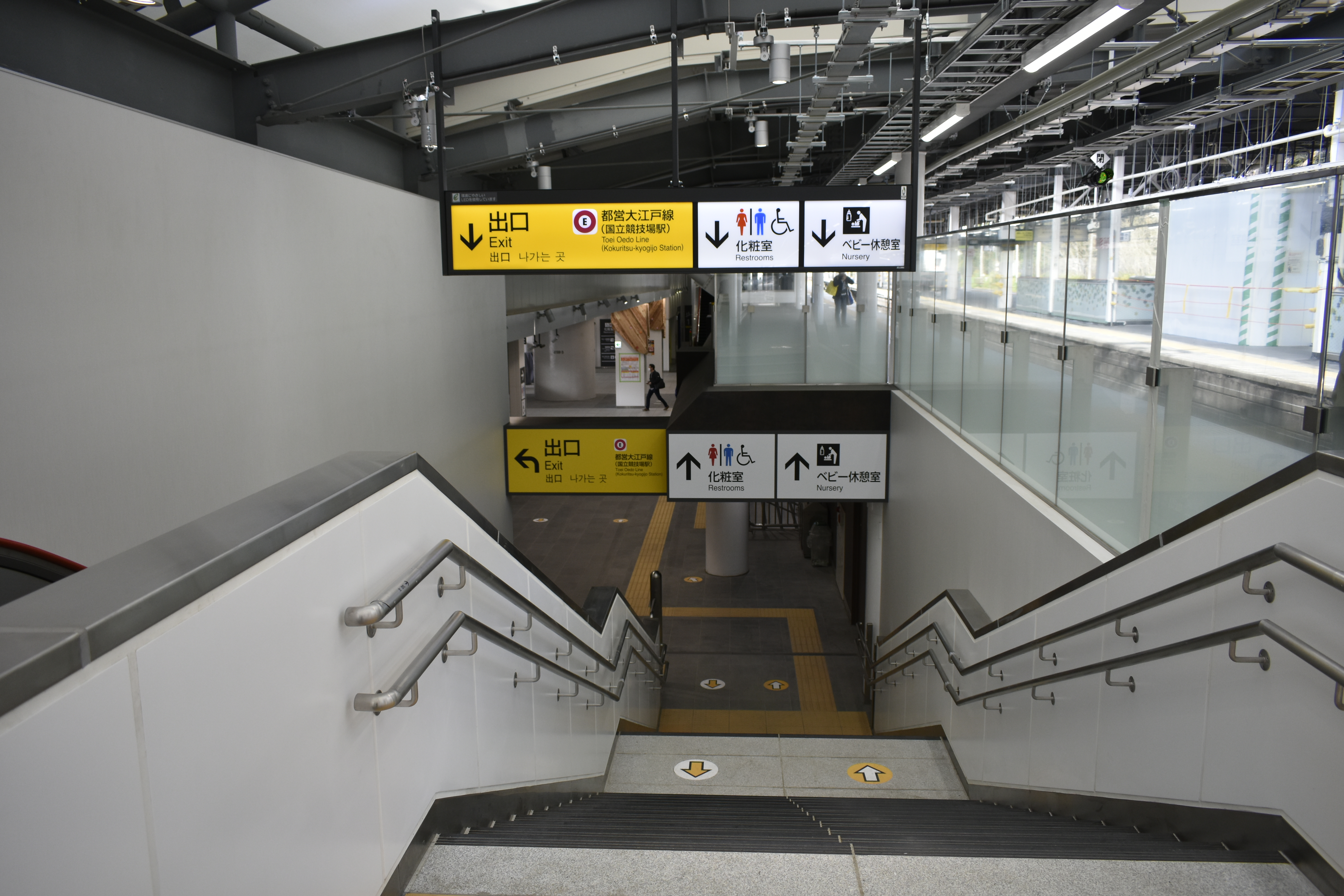
Zugang zur Verteilerebene

## Gleise
| 1 | ▉ Chūō-Sōbu-Linie | Shinjuku • Nakano • Mitaka                 |
| 2 | ▉ Chūō-Sōbu-Linie | Ochanomizu • Akihabara • Funabashi • Chiba |

## Linien
| Verlauf der Chūō-Schnellbahnlinie |
| --- |
| Chiba • Nishi-Chiba • Inage • Shin-Kemigawa • Makuhari • Makuharihongō • Tsudanuma • Higashi-Funabashi • Funabashi • Nishi-Funabashi • Shimōsa-Nakayama • Moto-Yawata • Ichikawa • Koiwa • Shin-Koiwa • Hirai • Kameido • Kinshichō • Ryōgoku • Asakusabashi • Akihabara • Ochanomizu • Suidōbashi • Iidabashi • Ichigaya • Yotsuya • Shinanomachi • Sendagaya • Yoyogi • Shinjuku • Ōkubo • Higashi-Nakano • Nakano • Kōenji • Asagaya • Ogikubo • Nishi-Ogikubo • Kichijōji • Mitaka |

## Geschichte
1894 eröffnete die Bahngesellschaft Kōbu Tetsudō den Abschnitt Shinjuku–Iidabashi der späteren Chūō-Hauptlinie, doch ihre Züge fuhren hier zunächst zehn Jahre lang ohne Halt durch. Dies änderte sich mit der Eröffnung des Bahnhofs Sendagaya am 21. Oktober 1904. Als Folge des Eisenbahnverstaatlichungsgesetzes gelangten die Strecke und der Bahnhof am 1. Oktober 1906 an das Eisenbahnamt (das spätere Eisenbahnministerium). 1924 wurde das erste Empfangsgebäude durch einen Neubau ersetzt. Ein amerikanischer Luftangriff im Mai 1945 verursachte erhebliche Schäden. 1958 erfolgte ein Umbau im Hinblick auf die Asienspiele und 1964 kam rechtzeitig vor den Olympischen Sommerspielen ein zusätzlicher, temporär genutzter Bahnsteig hinzu. Am 23. Oktober 1986 wollten 5000 Menschen gleichzeitig den Bahnhof betreten; in dem dadurch entstehenden Gedränge verletzten sich 46 Personen zum Teil schwer.
Im Rahmen der Staatsbahnprivatisierung ging der Bahnhof am 1. April 1987 in den Besitz der neuen Gesellschaft JR East über. Im Hinblick auf die Olympischen Sommerspiele 2020 begannen im September 2016 die Bauarbeiten an einem neuen Empfangsgebäude. Drei Jahre lang stand ein Provisorium zur Verfügung, bis der vollständig barrierefreie Neubau am 27. Oktober 2019 in Betrieb genommen werden konnte. Am 13. Juni 2020 erfolgte die Inbetriebnahme der Bahnsteigtüren.